# Buggy
Buggy racing game är ett racingspel i 3D som släpptes 1998. Spelet skapades av Gremlin Interactive Ltd till Windows och Playstation.
Buggy innehåller många bilar och banor att välja mellan. När man ska välja bana har man tillgång till flera "rum" (kallas "hub system"), och i varje rum finns ett antal banor och ibland vissa hemligheter, såsom en genväg mellan två rum som ligger långt ifrån varann. Fordonen man kör ser ut som radio-styrda bilar, och varje fordon har sina egna drag. På de flesta banor finns olika "gates" att använda för att samla på sig en extrasak, såsom bättre grepp, extra fart och några fler
För övrigt bjuder spelet på många språk, dock inte svenska, flerspelarlägen och många varierade miljöer.